# Acrapex exanimis
Acrapex exanimis là một loài bướm đêm thuộc họ Noctuidae. Nó là loài đặc hữu của Oahu và Hawaii.
Sải cánh dài khoảng 25 mm.
Ấu trùng ăn Pannicum kaalense và Panicum torridum.